# Fly on the Wings of Love
„Fly on the Wings of Love“ (на български: Летя на крилете на любовта) е песен на датския поп-рок дует „Олсън Брадърс“, която побеждава на Евровизия 2000 в Стокхолм, Швеция, изпълнена за Дания, с текст изцяло на английски език.
Песента е изпълнена под номер 14 в конкурсната вечер, следвайки Испания и предшествайки Германия. При окончателното приключване на гласуването, песента получава общо 195 точки, като се класира на първо място в поле от общо 24 песни.